# Operação Martelo (1997)
A Operação Martelo (em turco: Çekiç Harekâtı) foi uma operação transfronteiriça das Forças Armadas Turcas no norte do Iraque entre 12 de maio e 7 de julho de 1997 contra o Partido dos Trabalhadores do Curdistão (PKK).
Os objetivos da operação eram destruir unidades do PKK no norte do Iraque, fortalecer o Partido Democrático do Curdistão de Massoud Barzani em sua Guerra Civil em curso com a União Patriótica do Curdistão de Jalal Talabani, na esperança de que o Partido Democrático do Curdistão impediria novas incursões do PKK na Turquia e para combater a influência iraniana na região, pois a Turquia acusava o Irã de apoiar o PKK e mais de 2.000 forças iranianas entraram no Curdistão iraquiano naquele ano para ajudar a União Patriótica do Curdistão.
A operação terminou sem sucesso e levou a outra operação, Operação Amanhecer.

## Conflito
Cerca de 30 a 50.000 forças turcas entraram no Iraque em 14 de maio em resposta a um apelo do Partido Democrático do Curdistão por apoio em sua ofensiva contra o PKK. Em 19 de maio, o Partido Democrático do Curdistão lançou uma operação militar para evacuar todos os combatentes do PKK de sua capital em Arbil, que se transformou em uma grande batalha na qual 53 combatentes do Partido Democrático do Curdistão e 58 do PKK foram mortos. Em resposta, o PKK ordenou quatro atentados suicidas de 1 a 11 de junho, que resultaram na morte de 55 combatentes do Partido Democrático do Curdistão. Em 7 de julho, quando as forças turcas se retiraram, mais de 2.000 membros do PKK e pelo menos 200 do Partido Democrático do Curdistão foram mortos.
A operação atraiu forte condenação do Iraque, Irã e Síria.

## Baixas
Mais de 30.000 soldados participaram da operação inicial. A Turquia anunciou mortes em um total de 114 do seu pessoal, incluindo 14 oficiais comissionados, 4 suboficiais, 75 soldados e 21 guardas de aldeia. Também anunciaram os feridos em um total de 185 do seu pessoal, incluindo 24 oficiais comissionados, 17 suboficiais, 338 soldados e 48 guardas da aldeia. Os turcos contabilizaram o número total de 3.145 militantes neutralizados, com 2.730 mortos e 415 capturados vivos ou feridos.
A Turquia lançou outra operação em grande escala em setembro, conhecida como Operação Amanhecer.